# The Circular Fence
The Circular Fence è un cortometraggio muto del 1911 diretto da Allan Dwan.

## Produzione
Il film fu prodotto dalla Flying A (American Film Manufacturing Company).

## Distribuzione
Distribuito dalla Motion Picture Distributors and Sales Company, il film - un cortometraggio in una bobina - uscì nelle sale cinematografiche USA il 25 settembre 1911. Nel 1916, ne venne fatta una riedizione distribuita il 2 dicembre dalla Mutual Film con il titolo The Capture of Rattlesnake Ike.